# 울산 오씨
울산 오씨(蔚山吳氏)는 울산광역시를 본관으로 하는 한국의 성씨이다. 시조 오연지(吳延祉)는 해주 오씨 시조 오인유(吳仁裕)의 6세손 대호군 오효성(吳孝成)의 차남으로 고려 충렬왕 때 중서시랑 평장사(中書侍郞 平章事)로 학성군(鶴城君)에 봉해졌다.

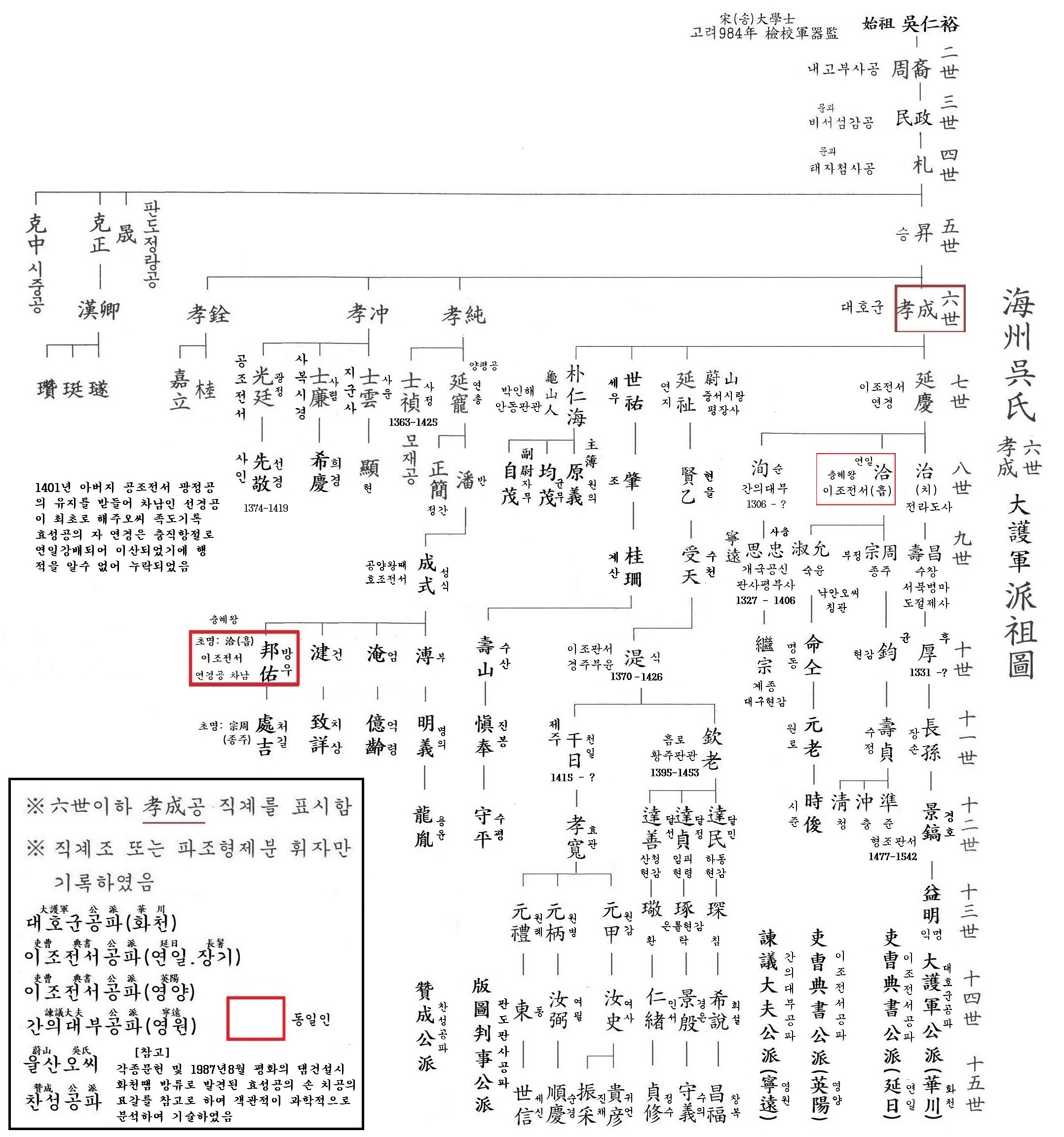

## 역사
해주 오씨의 시조 오인유(吳仁裕)는 중국 송나라의 학사로 984년 고려에 귀화하여 검교군기감을 역임하고 해주에 정착하였다.
오인유의 6세손 대호군 오효성(吳孝成)의 차자(次子)인 문충공(文忠公) 오연지(吳延祉)가 고려 충렬왕 때 문과에 급제하여 중서시랑평장사(中書侍郞平章事)에 이르렀고 동남 변경을 침범하는 왜구(倭寇)를 토벌한 공으로 학성군(鶴城君)에 봉해졌다. 학성은 울산의 옛 지명이기 때문에 후손들이 해주 오씨에서 분적하여 울산을 본관으로 하였다.
오연지의 손자 오수천(吳受天)은 고려에서 정의대부(正義大夫)로 좌부대언(左副大言)을 지냈고, 증손  [오식](吳湜)](1370~1426)은 조선 태종조 제주안무사 재임시에 제주 한라산 남쪽을 대정현과 정의현으로 나누는 행정개혁을 하였으며, 연안부사, 형조참의와 전라도관찰사를 거쳐  경주부윤 겸 병마절도사, 이조판서에 이르렀다. 1426년 사후에 세종대왕께서 부의를 내렸으며, 공의 업적을 기려 1436년에 영의증에 추증하었다.(조선왕조실록) 
5세손인 오흠로(吳欽老 1394~1453)는 세종 조에 사마시에 급제하여 제용판관(濟用判官) 및 황주판관(黃州判官)을 지냈다. 오도남(吳道男)은 이괄(李适)의 난 때 왕을 호종(扈從)한 공으로 진무공신(振武功臣)에 책록(策錄)되었고, 오적남(吳迪男)은 장사랑(將仕郞)을 지냈다. 오탁(吳琢)은 은률현감을 지냈고 경사(經史)에 깊은 조예가 있었으며 덕망이 높았다. 오환(吳瓛)은 가선대부로 한성부판윤을 지냈고, 오필제(吳必濟)는 첨지중추부사에 이르렀으며, 오찬웅(吳贊雄)은 절충장군에 올랐고, 오병규(吳炳奎)는 동지돈녕부사를 역임하였다. 일제에 항거한 독립유공자 오용수(吳龍洙)는 1990년 애국장을 수훈받았다.

## 분파
- 해주 오씨의 시조 오인유(吳仁裕)는 중국 송(宋) 나라의 학사로, 984년(성종 3년) 고려에 귀화하여 검교군기감을 역임하였다. 6대손 장남 대호군 효성(孝成)이며 큰아들은 고려 충렬왕조 이조전서 오연경(吳延慶: ? ~ 1309 )이며, 전라도사를 역임한 장자 오치(吳治)공의 후손은 강원도 화천군 간동면 유촌리에서 세거하고 있다.

- - 연일 오씨(延日 吳氏)의 시조는 이조전서 오흡(吳洽)과 간의대부 오순(吳洵)이다,  부는 이조전서 오연경(吳延慶)으로 해주 오씨의 시조 오인유(吳仁裕)의 6세손인 오효성(吳孝成)의 큰 아들로 고려 충선왕 원년에 연경은 충선왕이 부왕 충렬왕이 붕 한 후에 후궁 숙창원비 김씨를 증(蒸)한 패륜에 충직항절하여  장성한 큰 아들 전라도사 오치(吳治)를 개성에 남겨 두고 둘째 흡(洽)과 셋째 순(洵)이 어려 포항 연일강배 시에 데리고 남하했다.  이후 용사지란를 피해 전라도사 오치와 아들 서북병마절제사 오수창은 강원도 화천으로 칩거하였다.
  - 장기 오씨(長鬐 吳氏)의 시조 오흡(吳洽)은 해주 오씨의 시조 오인유(吳仁裕)의 7세손인 오연경(吳延慶)의 둘째 아들이다.
  - 오흡(吳洽)의 후손 낙안 오씨로 이적 흡(洽)-숙윤(淑允)-명동(命仝)-원로(元老)-시준(時俊)-수눌(受訥)로 승계
  - 영원 오씨(寧遠 吳氏)의 시조 오사충(吳思忠)은 해주 오씨의 시조 오인유(吳仁裕)의 8세손인 오순(吳洵)의 아들이다.
  - 울산 오씨(蔚山 吳氏)의 시조 오연지(吳延祉)는 해주 오씨의 시조 오인유(吳仁裕)의 6세손인 대호군 오효성(吳孝成)의 차자이다.
  - 울산 오씨(蔚山 吳氏)의 4세 제주안무사 오식(吳湜)의 차남 오천일(吳千日: 1415 ~ ?))의 후손이 제주특별자치도에 해주오씨 동명공파 입도조 후손으로 세거하고 있다.

## 외부 링크

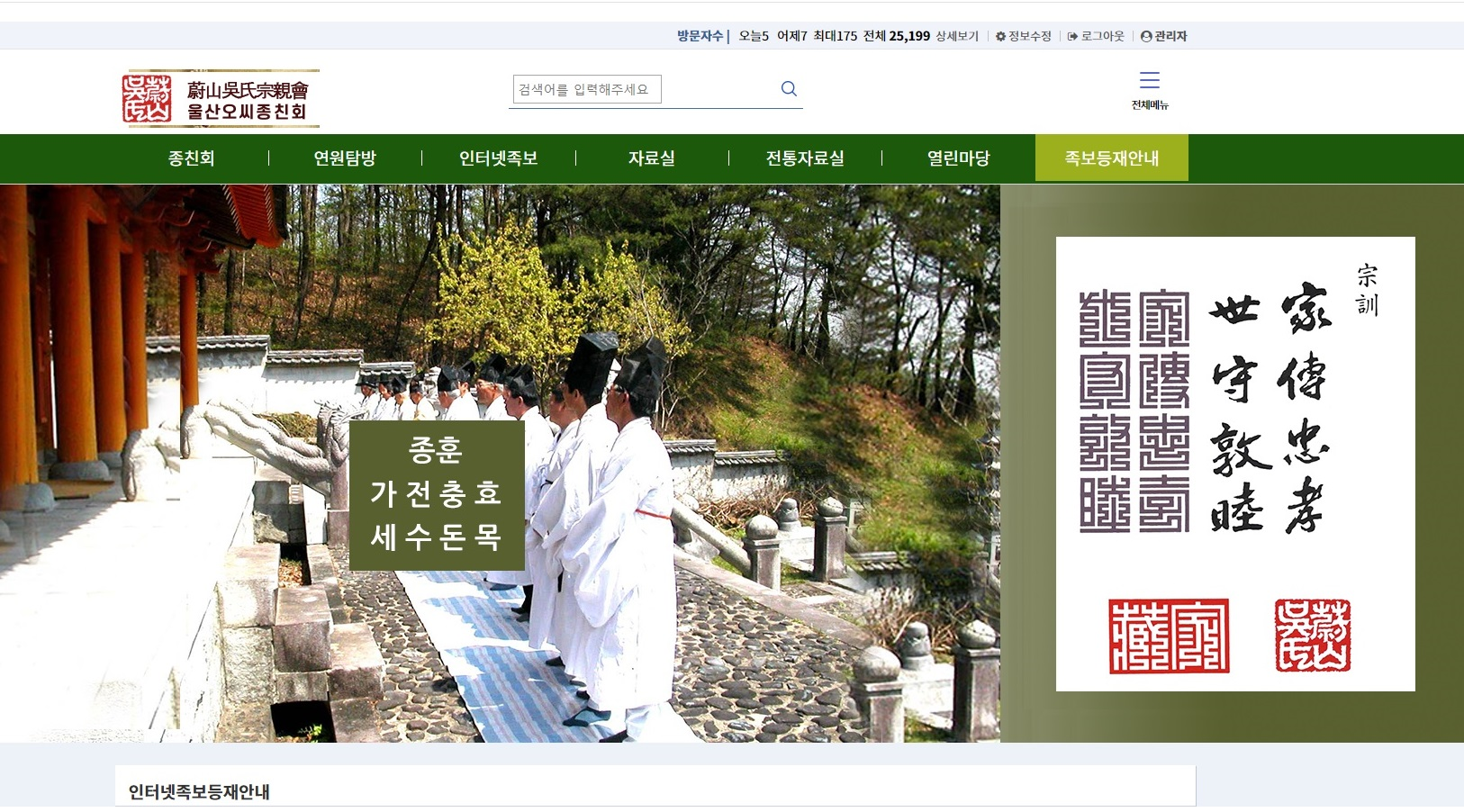

## 같이 보기
- 오 (성씨)
- 해주 오씨
- 연일 오씨
- 장기 오씨
- 영원 오씨